# جبل أم الفرطاس
جبل أُمّ الفُرْطَاس جبل يقع بجنوب شرقي الجمهورية التونسية، شمال غربي مدينة مدنين. ويبلغ ارتفاع الجبل حوالي 560 متر عن مستوى سطح البحر.